# Kamakura
Thành phố Kamakura (tiếng Nhật: 鎌倉市 Kamakura-shi; Hán-Việt: Liêm Thương thị) là một đơn vị hành chính cấp hạt của Nhật Bản thuộc tỉnh Kanagawa. Thành phố này được thành lập từ năm 1939. Tuy nhiên, cái tên Kamakura của vùng đất này đã có từ rất lâu.

## Địa lý
Kamakura nằm ở phía Tây bán đảo Miura. Phía Nam trông ra vịnh Sagami. Ba phía Bắc, Đông và Tây có những dãy núi bao bọc. Thời xa xưa, chỉ có 7 lối ra vào thuận tiện ở ba phía này. Đó là sau khi đã có bàn tay còn người mở rừng xẻ núi. Ngày nay, phía Bắc là thành phố Yokohama, phía Đông là thành phố Zushi, phía Tây là thành phố Fujisawa.
Kamakura cổ thời trung thế có diện tích nhỏ hơn rất nhiều so với diện tích 39,5 km² của thành phố Kamakura hiện đại.

## Lịch sử

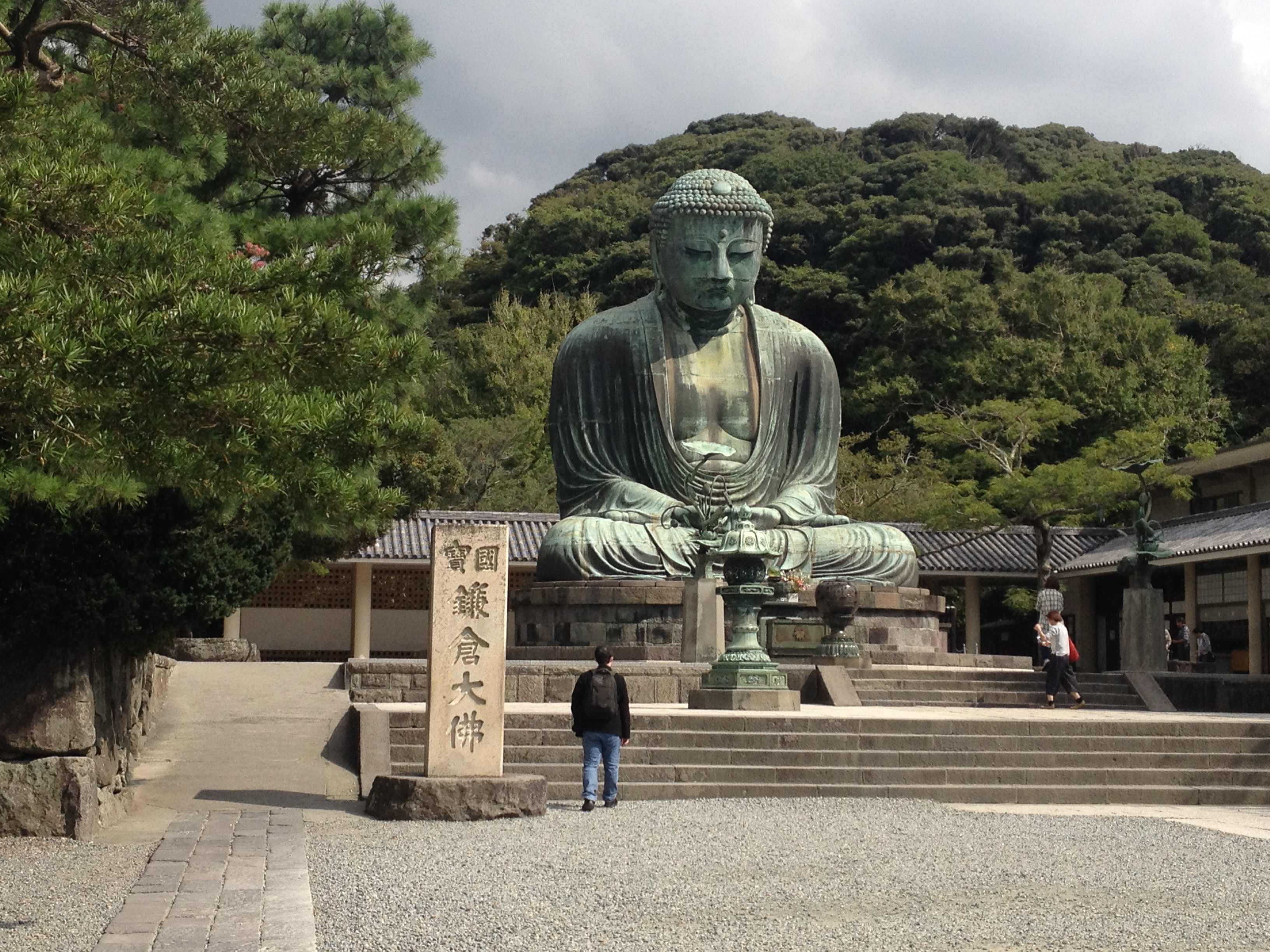
Tượng Phật A Di Đà bằng đồng cực lớn ở chùa Kotoku. Bức tượng A-di-đà này có chiều cao 11 m và nặng 93 tấn, được cho là đúc xong từ năm 1252.

Những khai quật khảo cổ học đã phát lộ nhiều di tích thời kỳ Jomon và thời kỳ Yayoi ở Kamakura. Cho đến trước thời kỳ Kamakura, không có nhiều ghi chép về vùng đất Kamakura.
Năm 1063, Minamoto no Yoriyoshi (988-1075) một shogun thời kỳ Heian được triều đình cử đi đánh dẹp phía Đông Nhật Bản, thấy Kamakura là nơi đắc địa làm căn cứ quân sự, nên đã đóng đại bản doanh của mình tại đây.
Từ cuối thế kỷ 12, Kamakura đã là một trong những đô thị lớn nhất Nhật Bản. Năm 1180, Kamakura trở thành trung tâm của giai cấp võ sĩ, những người nắm giữ vận mệnh chính trị của Nhật Bản. Từ năm 1185 đến năm 1333, Kamakura là trung tâm chính trị trên thực tế của Nhật Bản, nơi các shogun dòng họ Minamoto và những người tiếp tục đặt đại bản doanh (mạc phủ). Lịch sử Nhật Bản gọi chính quyền này Mạc phủ Kamakura (theo tên gọi của vùng đất) và gọi thời kỳ lịch sử này là thời kỳ Kamakura.
Chính trong thời kỳ này, Kamakura phát triển rực rỡ. Dưới sự bảo trợ của shogun và của tầng lớp võ sĩ nói chung, văn hóa, tôn giáo đều phát triển mạnh ở Kamakura.
Từ thời kỳ Muromachi về sau, mặc dù Kamakura không còn là nơi đặt mạc phủ nữa, song nó vẫn là một đô thị quan trọng. Mạc phủ Muromachi vẫn đặt hành dinh bộ chỉ huy tiền phương của mình tại đây. Thời kỳ Edo, Mạc phủ Tokugawa đặt ly cung của mình ở Kamakura. Do ngay gần Edo, nên Kamakura trở thành nơi vui chơi của các quý tộc. Thêm nhiều kiến trúc đặc sắc được xây dựng ở Kamakura.
Từ thời Minh Trị, khi Tokyo trở thành thủ đô, Kamakura trở thành nơi vui chơi, nghỉ ngơi, tham quan, tắm biển thu hút nhiều du khách. Nhiều nhà văn Nhật Bản đã tới đây sinh sống và viết, tạo thành cái gọi là văn sĩ Kamakura mà tiêu biểu là Natsume Soseki, Akutagawa Ryunosuke, Kunikida Doppo, Kawabata Yasunari, Osaragi Jiro.

## Đền chùa ở Kamakura

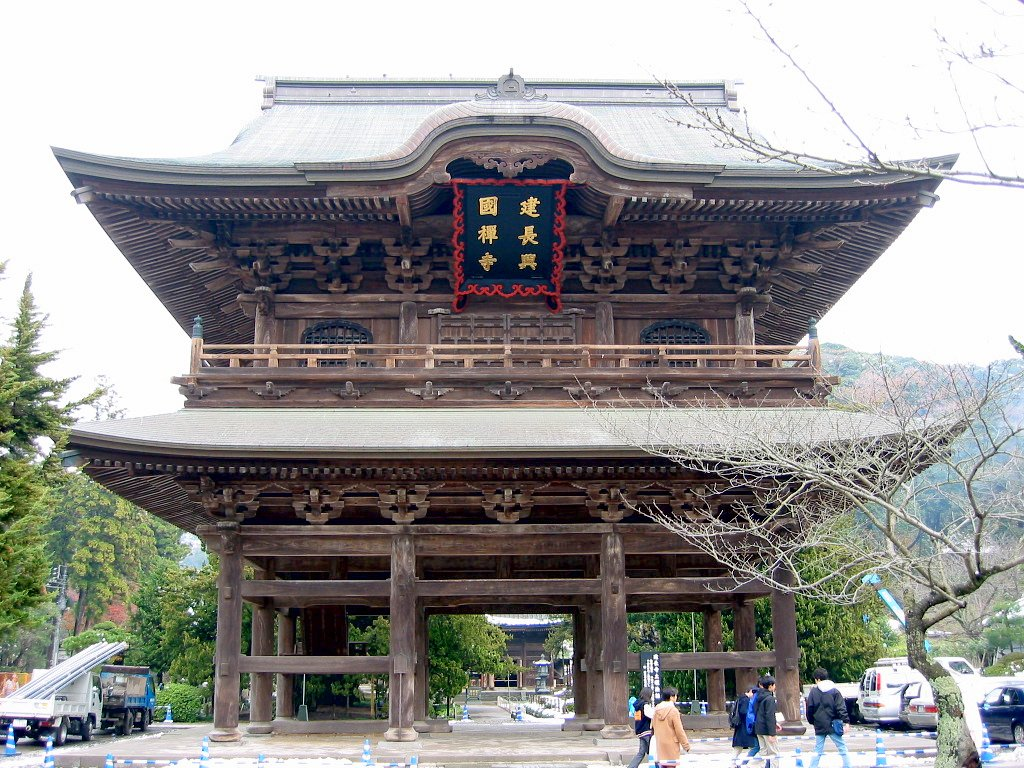
Một trong các cổng của Chùa Kenchoji

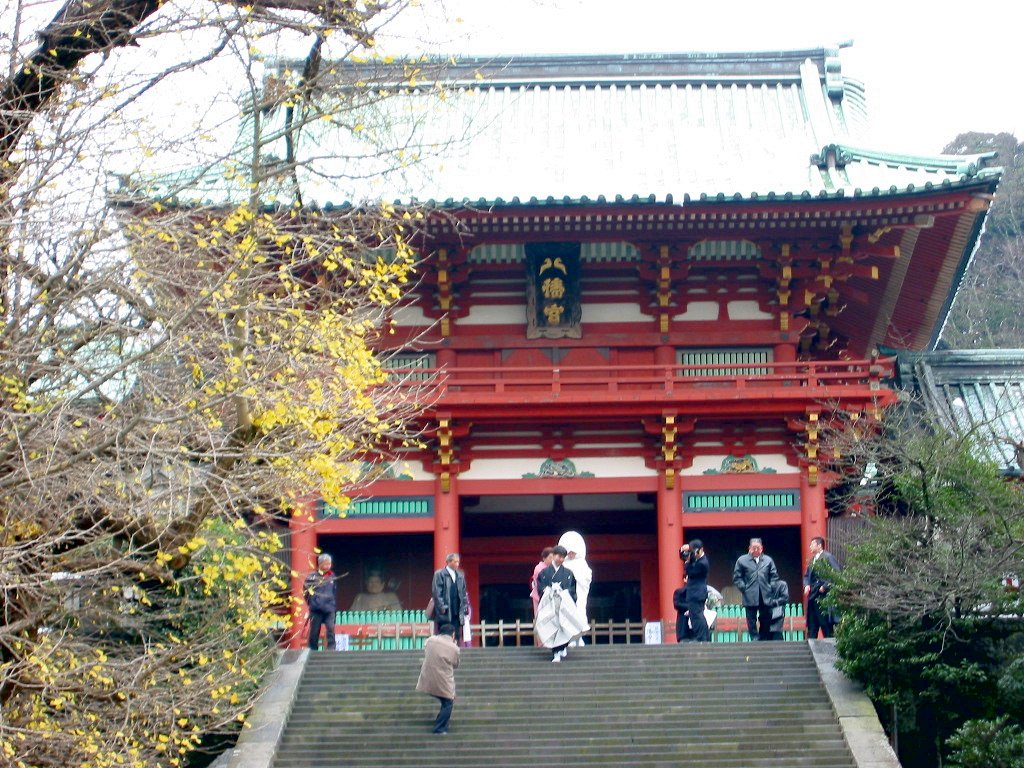
Một lễ cưới theo nghi thức truyền thống của Nhật Bản được tổ chức tại Đền Tsurugaoka Hachiman

Từ thế kỷ thứ 11, nhiều chùa chiền, đền thờ lớn đã bắt đầu được xây dựng ở Kamakura. Nổi tiếng nhất trong số đó là:
- Chùa Kaikozan Hase, một chùa lớn có nhiều tượng Phật Quan Âm
- Chùa Kotoku của phái Phật giáo Tịnh độ tông, nơi có tượng Phật A Di Đà (Daibutsu) lớn thứ hai Nhật Bản.
- Chùa Tokei của dòng Thiền Lâm Tế, một ngôi chùa có nhiều phụ nữ đến tu hành.
- Kamakura Ngũ Sơn

1. Chùa Kencho của dòng Thiền Lâm Tế và là tổng hành dinh của phái Lâm Tế Kencho.
2. Chùa Engaku
3. Chùa Jufuku
4. Chùa Jochi
5. Chùa Jomyo

- Chùa Meigetsu
- Chùa Chosho
- Chùa Kuhon
- Chùa Anyo
- Chùa Ankokuron
- Đền Tsurugaoka Hachiman của đạo Shinto thờ Nhật hoàng Ojin.
- Đền Moto Hachiman

Nhiều hạng mục nói trên đã được Nhật Bản trình UNESCO vào năm 1992 xin công nhận là di sản thế giới về văn hóa.

## Các núi
- Núi Inamuragasaki
- Bảy đường núi ra vào Kamakura cũ

## Các bãi biển
Do có bờ biển, Kamakura có hai bãi biển đẹp nổi tiếng Nhật Bản, gồm:
- Bãi biển Yuiga
- Bãi biển Zamokuza

## Các viện bảo tàng, phòng trưng bày
- Bảo tàng quốc gia mỹ thuật cận đại Kamakura
- Bảo tàng quốc bảo Kamakura
- Bảo tàng văn học Kamakura

## Lễ hội
Kamakura có nhiều lễ hội, nối tiếng nhất là lễ hội đền Tsurugaoka Hachiman. Trong ngày hội này, người ta diễn lại cảnh các võ sĩ xưa mặc áo giáp, cưỡi ngựa và bắn cung.

## Bia
Kamakura là nơi có nhiều cơ sở lên men bia, và cũng có nhiều quán bia ngon và thanh lịch.